# Cercle Volney
Der Cercle Volney, eigentlich Cercle artistique et littéraire war ein Künstler- und Literatenzirkel in Paris (2. Arrdt.). Er lag nah der Pariser Oper in der Nummer 7 der rue Volney.

## Cercle Volney 1955
Vom 7. April bis 8. Mai 1955 organisierte der französische Kunsthändler Rene Drouin dort zusammen mit Wilhelm Wessel die große Ausstellung Peintures et sculptures non figuratives en Allemagne aujourd'hui (Nichtfigurative Malerei und Bildhauerei in Deutschland heute). Unter Glasdach und Kronleuchtern wurden rund 100 Werke von 37, noch meist unbekannten, deutschen lebenden Künstlern ausgestellt.

Es war die erste große deutsche Kunstausstellung in Paris  seit über vierzig Jahren
und galt als eine der wichtigsten Ausstellungen zum Informel.

## Teilnehmer
- Arno
- Willi Baumeister
- Hubert Berke
- Julius Bissier
- Manfred Bluth
- Karl Friedrich Brust
- Carl Buchheister
- Alexander Camaro
- Rolf Cavael
- Joseph Fassbender
- Fathwinter
- Gerhard Fietz
- Rupprecht Geiger
- Karl Otto Götz
- Otto Greis
- HAP Grieshaber
- Guido Jendritzko
- Heinz Kreutz
- Norbert Kricke
- Brigitte Matschinsky-Denninghoff
- Rudolf Mauke
- Georg Meistermann
- Ernst Wilhelm Nay
- Rolf Nesch
- Marie-Louise von Rogister
- Bernard Schultze
- Emil Schumacher
- K. R. H. Sonderborg
- Fred Thieler
- Hann Trier
- Heinz Trökes
- Hans Uhlmann
- Fritz Vahle
- Theodor Werner
- Woty Werner
- Wilhelm Wessel
- Fritz Winter.